# Masses critiques
Masses critiques est un roman noir de Ronan Gouézec publié en 2019 aux Éditions du Rouergue.

## Résumé
L'ensemble de l'action se déroule en Bretagne, dans le Finistère, sur la côte de l’Océan Atlantique : Les Abers, Mer d'Iroise, Baie d'Audierne, etc, sur quelques mois dans les années 2000 ou 2010, comme le suggèrent quelques références culturelles comme Kubrick et Modiano.
Le récit se concentre sur quelques personnages et quelques scènes très souvent violentes. La première est le naufrage et la mort du père Banneck, une nuit de tempête et d'alcoolisation, avec quasi-mort du jeune fils. Le grand frère Banneck parvient à sauver son cadet, qui se sent désormais libéré, libre, et d'abord de quitter cet esclavage moderne qu'a été sa vie jusque-là, quitte à abandonner son aîné : engueulades entre frères.
L'amitié indéfectible entre Marc et René, et l'amour partagé récent entre Marc et Claire n'empêchent pas Marc de devoir se soumettre à l'hôpital aux contrôles médicaux. Cet optimiste inquiet est trahi par le holster médical, et son médecin l'oriente vers la pose d’un stimulateur cardiaque.
À la suite de bons services, Marc et René sont invités à une soirée de hockey sur glace, en loge d’honneur, ce qui les amène à fuir d'éventuelles compromissions, ce qui précipite leur agression par deux inconnus, avec hospitalisation, durable pour Marc. La dévastation la même nuit du restaurant de René est manifestement le fait des frères Banneck. Quelque temps après, un autre épisode calamiteux est l'esclandre de Mad Banneck au bar bourge du Cormoran borgne.
La mise à l'écart bienvenue  d'Yvette et Claire, pour la préparation d’examen de Claire (à Bordeaux) permet une correspondance à distance (téléphone, message, mails) de la jeune femme avec l’homme-montagne. Au retour de Bordeaux, un accident de voiture...
Entretemps s'est déroulé l'entretien de Marc avec l’exécuteur et/ou le messager Philippe, peut-être choisi afin de détourner l’attention des vrais décideurs et focaliser sur lui la haine des cons (p. 148, sans vraiment de négociation de la prime de licenciement.
Le désormais vieux Banneck souffre, ravagé de solitude, désastre, tristesse. Il demande à son frangin de venir discuter.
Le repas devient fraternel : souffrance et humilité de l'aîné, fascinant et apaisé à défaut d’être sage, qui propose un projet de reprise de concession d’exploitation de liminaires à deux. Le jeune Banneck, vers la Pointe Saint-Mathieu, veut croire à une possibilité de rédemption.
René, détruit par la mort de son épouse et de sa fille s’alcoolise. Marc lui impose l'hospitalisation. Le duo amical semble prêt à repartir à deux, liquider tous leurs biens, s’installer au restaurant transformé en résidence, un abri temporaire pour âmes en peine, destiné à un abandon prochain. Après crémation, dispersion des cendres, ou plutôt immersion des urnes dégradables en Baie d'Audierne, dans le bateau de Jos Brieuc, avec collation en mer à trois. Au retour, ils croisent le nouveau bateau des Banneck.
René s'engouffre dans la haine et la vengeance : en finir, tuer tous les Banneck, refus de rédemption et de rester la victime des saloperies divines (p. 190.
Marc entre en colère de marc (migraine thoracique). Quand René sort le fusil, c'est la collision Marc-René, pour un combat à fureur égale. La longère des Banneck non plus ne saurait sortir indemne.

## Personnages
Marc, 53 ans, 140-150 kg : ce tas de lipides gargantuesque, comme enseveli en lui-même, le bon gros, l’autre obèse, est en conversion relative, pas de tabac, et moins de bars, de cafés, d’alcool et de restaurants. Il travaille comme conseiller financier en agence bancaire, allergique à la modernité (technicité invasive et précarité rampante(, mais son acte raté avec le mendiant du rond-point est plus que suspect. Professionnellement, il se réoriente nouvelle économie plus responsable (énergies vertes, transition écologique), même si cela attire encore peu de clientèle, à part quelques nouvelles petites structures sans complexes (start-up). L'entreprise se porte assez bien, le déménagement dans des locaux récents est suivi par une reprise en main, restructuration. Sont déjà éliminés Peretti et Chatel. La prochaine charrette devrait concerner Marchal (55 ans), Marc (53). Le petit nuisible débarqué du siège il y a peu, la jeune hyène, Philippe, le liquidateur peut l'avoir dans le collimateur, pour enlever du gras.
- Aline, sa compagne, dont le départ les libère de leur compagnonnage amoureux,
- Claire, dont l’arrivée surprise est une renaissance.

René Joffre, son vieux pote depuis l’école communale (le coup de foudre amical), barbe courte et dense, yeux très clairs, tient un restaurant en corniche, réputé pour ses poissons et fruits de mer.
Il s'est endetté auprès des Banneck, son principal fournisseur, pour l’installation du restaurant, avec des remboursements (non terminés), sans en informer ni son épouse, ni son ami...
- Yvette, épouse, depuis le CM2, tenue pas informée des problèmes financiers de René (emprunts aux Banneck, dettes, menaces…), morte dans l’accident de voiture,
- Claire, 24 ans, leur fille unique, en formation de sommelière (à Bordeaux), juste tombée amoureuse de Marc, pour lequel le premier repas au restaurant s'est transformé en danse-transe  (une torche), morte dans l’accident de voiture, éjectée,
- Kavel Kovacek, nouveau joueur de hockey sur glace, et Mertens le dirigeant du club,
- Kimiko, la nouvelle cuisinière, japonaise.

Les Banneck, excellents pêcheurs, souvent hors toute légalité
- le père, le vieux, dont l’ivrognerie est responsable du naufrage une nuit de très mauvais temps, en Mer d’Iroise, brutal, mutique, tyrannique, monstrueux.
- le fils aîné, désormais le vieux, avec problème de hanche, braconneur, prédateur-né : solitude, tristesse, désastre, colère perdue. René, qui refuse de fournir sa voiture à 2h du matin, quand l’aîné Banneck, qui a sauvé son frère, le lui demande/exige, devient l'objet de sa haine.
- le fils cadet, le jeune, le petit, le gamin, dès la mort du père et son sauvetage, s’oppose à son aîné, se libère, part, puis le retrouve lors d’un repas fraternel, et se déclare prêt à revenir, à s'installer à Landéda.

## Éditions
- Masses critiques, Éditions du Rouergue, Arles, 2019, 199 pages  (ISBN 978-2-8126-1861-1)

## Réception
Les recensions sur le net sont élogieuses pour cette tragédie d'aujourd'hui entre gens simples, tous piégés, tous victimes.
,
,
,
,
,
,
,
,
,.